# Gravinneweg
De Gravinneweg is een ondiepte in een gedeelte van het Sneekermeer in de Nederlandse provincie Friesland. De ondiepte wordt gevormd door een diluviale zandrug. In de extreem droge zomer van 1911 kwam de Gravinneweg droog te liggen en kon zonder natte voeten te krijgen door het Sneekermeer gelopen worden.